# عصابة الشيطان (فلم)
عصابة الشيطان هو فيلم مصري عرض عام 1971، بطولة فريد شوقي ونيللي ويوسف شعبان وإبراهيم خان ومحمود المليجي وتوفيق الدقن، ومن إخراج حسام الدين مصطفى.

## قصة الفيلم
تكتشف سحر أن زوجها الذي قُتل والذي كان يدعى أنه مدير لإحدى شركات التصدير والاستيراد ما هو إلا أحد أفراد عصابة استولى أعضاؤها على مبلغ مائة ألف جنيه، وأن المبلغ مع زوجها، تبدأ العصابة في مهاجمتها من أجل استرداد حصتها من المال المسروق مطالبين إياها بالمال وإلا قتلت هي الأخرى، لكنها تنكر وجود هذه الأموال، ويتضح أن هناك شخصًا يقوم بملاحقة هذه العصابة (جابر) ويقتل أفراد العصابة رجل تلو الآخر في محاولة منه للعثور على مجوهرات مخبئة في تمثال يُكتشف بالصدفة من قِبَل سحر وتقوم بتسليمه للشرطة، ويتم كشف أن جابر هو في الحقيقة الضابط الذي يطارد العصابة منذ البداية، والذي كان يلازمها من أجل حمايتها والعثور على المسروقات.

## طاقم التمثيل
- فريد شوقي: (رأفت / جابر)
- نيللي: (سحر)
- يوسف شعبان: (الرائد مصطفى رحمي المزيف)
- إبراهيم خان: (مجاهد حسنين)
- محمود المليجي: (الخواجة الدال على رأس التمثال)
- توفيق الدقن: (نقيب في شرطة الهرم)
- منى صلاح: (المطربة)
- محمد صبيح: (حمدي الرملي)
- كمال سرحان: (وديع عبد الغني)
- توفيق الكردي: (مالك المنزل)
- مختار السيد: (استعلامات الفندق)
- عماد محرم: (ضابط مزيف)

## فريق العمل
- إخراج: حسام الدين مصطفى
- تأليف: فيصل ندا
- مدير التصوير: علي خير الله
- مونتاج: حسين أحمد
- إنتاج: فنار فيلم
- توزيع: شركة الأفلام المتحدة